# Sud Ladies Cup
La Sud Ladies Cup ou Tournoi Maurice Revello est un tournoi de football féminin U20 créé en juin 2018 à Salon-de-Provence en Provence-Alpes-Côte d'Azur. Il s'agit d'une adaptation réservée aux sportives du Tournoi de Toulon ou Festival International Espoirs créé en 1967 par Maurice Revello par l'organisation éponyme.

## Histoire
En 2018, les États-Unis remportent la première édition en battant l'Allemagne, Haïti et la France,.
L'édition 2020 du tournoi est annulée le 24 mars 2020 bien qu'elle devait à l'origine se dérouler du 19 au 28 mai 2020.

## Palmarès et statistiques

### Tableau d'honneur
| Édition | Année | Équipes                                                | Champion                                               | Finaliste                                              | Troisième                                              | Quatrième                                              |
| ------- | ----- | ------------------------------------------------------ | ------------------------------------------------------ | ------------------------------------------------------ | ------------------------------------------------------ | ------------------------------------------------------ |
| 1re     | 2018  | 4                                                      | États-Unis                                             | France                                                 | Allemagne                                              | Haïti                                                  |
| 2e      | 2019  | 6                                                      | Corée du Nord                                          | Japon                                                  | France                                                 | Mexique                                                |
|         | 2020  | Annulé en raison de la pandémie de COVID-19 en France. | Annulé en raison de la pandémie de COVID-19 en France. | Annulé en raison de la pandémie de COVID-19 en France. | Annulé en raison de la pandémie de COVID-19 en France. | Annulé en raison de la pandémie de COVID-19 en France. |
| 2021    |       | Annulé en raison de la pandémie de COVID-19 en France. | Annulé en raison de la pandémie de COVID-19 en France. | Annulé en raison de la pandémie de COVID-19 en France. | Annulé en raison de la pandémie de COVID-19 en France. | Annulé en raison de la pandémie de COVID-19 en France. |
| 3e      | 2022  | 4                                                      | États-Unis                                             | France                                                 | Mexique                                                | Pays-Bas                                               |
| 4e      | 2023  | 4                                                      | Japon                                                  | Cameroun                                               | France                                                 | Panama                                                 |
| 5e      | 2024  | 4                                                      | France                                                 | Mexique                                                | Japon                                                  | Maroc                                                  |
| 6e      | 2025  | 4                                                      | France                                                 | Japon                                                  | Tchéquie                                               | Maroc                                                  |

### Palmarès et résultats par nation
| Équipe        | Titres remportés | Finalistes     |
| ------------- | ---------------- | -------------- |
| États-Unis    | 2 (2018, 2022)   |                |
| France        | 2 (2024, 2025)   | 2 (2018, 2022) |
| Japon         | 1 (2023)         | 1 (2019, 2025) |
| Corée du Nord | 1 (2019)         |                |
| Cameroun      |                  | 1 (2023)       |

### Récompenses individuelles
| Année | Meilleure buteuse                              | Meilleure joueuse | Meilleure gardienne |
| ----- | ---------------------------------------------- | ----------------- | ------------------- |
| 2018  | Sophie Smith (4)                               | Sophie Smith      | Mylène Chavas       |
| 2019  | Kim Kyong-yong (5)                             | Silvana Flores    | Yu Son-gum          |
| 2022  | Trinity Byars (3)                              | Laurina Fazer     | Mia Justus          |
| 2023  | Brenda Tabé Momoko Tanikawa Rihona Ujihara (3) | Momoko Tanikawa   | Cathy Biya          |
| 2024  | Laura Garavito (2)                             | Natalia Colin     | Itzel Velasco       |
| 2025  | Vicki Becho (4)                                | Laurina Fazer     | Vanesa Jilkova      |